# Hilton (Nueva York)
Hilton es una villa ubicada en el condado de Monroe en el estado estadounidense de Nueva York. En el año 2000 tenía una población de 5,856 habitantes y una densidad poblacional de 1,330.1 personas por km².

## Geografía
Hilton se encuentra ubicada en las coordenadas 43°17′24″N 77°47′33″O / 43.29000, -77.79250.

## Demografía
Según la Oficina del Censo en 2000 los ingresos medios por hogar en la localidad eran de $51,336, y los ingresos medios por familia eran $57,440. Los hombres tenían unos ingresos medios de $44,779 frente a los $27,192 para las mujeres. La renta per cápita para la localidad era de $20,057. Alrededor del 4.4% de la población estaban por debajo del umbral de pobreza.